# Polynema phaseoli
Polynema phaseoli är en stekelart som beskrevs av Dozier 1932. Polynema phaseoli ingår i släktet Polynema och familjen dvärgsteklar.
Artens utbredningsområde är Haiti. Inga underarter finns listade i Catalogue of Life.